# 58 Ophiuchi
Désignations
58 Ophiuchi (en abrégé 58 Oph) est une étoile de la constellation zodiacale d'Ophiuchus, située à la limite avec celle du Sagittaire. Elle est visible à l'œil nu avec une magnitude apparente de 4,86. D'après la mesure de sa parallaxe annuelle par le satellite Gaia, l'étoile est distante de ∼ 56 a.l. (∼ 17,2 pc) de la Terre. Elle s'en éloigne à une vitesse radiale héliocentrique de +10 km/s.
58 Ophiuchi est une étoile jaune-blanc de la séquence principale de type spectral F5V. Elle est estimée être 1,2 fois plus massive que le Soleil et être âgée de 2,7 milliards d'années. Elle tourne sur elle-même à une vitesse de rotation projetée de 12 km/s. Le rayon de l'étoile est 1,4 fois plus grand que le rayon solaire, elle est trois fois plus lumineuse que le Soleil et sa température de surface est de 6 305 K.